# Гневишев Мстислав Миколайович
Мстислав Миколайович Гневишев (рос. Мстислав Николаевич Гневышев; 2 (15) травня 1914, Єкатеринодар — 29 січня 1992) — радянський астроном.
У 1938 закінчив Ленінградський університет. У 1930-1936 працював в Головній геофізичній обсерваторії Гідрометслужби СРСР, з 1936 працює в Пулковській обсерваторії. Під час Німецько-радянської війни служив в Радянській Армії і працював в Арктичному інституті Севморпуті.
Наукові роботи присвячені фізиці Сонця і вивченню впливу сонячної активності на геофізичні явища. Встановив ряд нових зв'язків між явищами в йоносфері і магнітосфері і сонячною активністю. Організував перші комплексні спостереження за розвитком активності у всіх шарах атмосфери Сонця оптичними і радіометодами, що дозволило встановити деякі особливості 11-річного сонячного циклу. Шляхом порівняння даних спостережень сонячної корони, проведених в різних обсерваторіях, показав, що 11-річний цикл сонячної активності має не одну, а дві хвилі посилення активності, які відрізняються різними фізичними властивостями. Це відноситься до всіх явищ, що протікають в короні, хромосфері і фотосфері, а також виявляється в деяких геофізичних процесах. Вивчав вплив сонячної активності на біосферу Землі.
У 1948 під керівництвом Гневишева поблизу Кисловодська на висоті 2070 м над рівнем моря була побудована Гірська астрономічна станція Пулковської обсерваторії. Завдяки діяльності Гневишева і Р.С.Гневышевої станція стала одним з основних пунктів зі спостереження сонячної корони у світі, провідною установою Служби Сонця СРСР. Тут вперше в СРСР були організовані спостереження сонячної корони поза затемненнями. Гневишев був учасником експедицій зі спостереження сонячних затменень на території СРСР (1936, 1968), до Бразилії (1947), на острови Кука (1965).
Президент Коміссиі N 12 «Випромінювання і будова сонячної атмосфери» Міжнародного астрономічного союзу (1967-1970).